# České Heřmanice
České Heřmanice é uma comuna checa localizada na região de Pardubice, distrito de Ústí nad Orlicí.